# Jang-geum
Jang-geum (fl. a principios del siglo XVI) fue la primera mujer médica real en la historia de Corea. Se menciona diez veces en los Anales de la Dinastía Joseon y se sabe que el rey Jungjong estaba satisfecho con el conocimiento médico de Jang-geum, confiando en ella para cuidar de la familia real. A partir de entonces, Jang-geum se convirtió en el tercer oficial de más alto rango en la Corte, y se le concedió el uso de Dae (en hangul, 대; en hanja, 大; romanización revisada, Dae). 
Algunas fuentes dan testimonio de Jang-geum como de una persona real aunque esto aun es un tema de debate entre los académicos. 

## Menciones en los  Anales de la Dinastía Joseon
Se menciona a Jang-geum (長 今)", a veces junto con el título de "doctora" (uinyeo; 醫女), hasta en diez ocasiones:
1. El 4 de abril de 1515, oficiales de la corte enviaron peticiones al rey Jungjong para castigar severamente a todas las uinyeo que habían atendido a la reina recientemente fallecida (la reina Janggyeong ), incluida Jang-geum.[4] La reina Janggyeong (segunda esposa de Jungjong) murió después de la medianoche del 16 de marzo[5] debido a complicaciones postparto,[6] tras dar a luz al heredero legítimo (el futuro rey Injong, el 10 de marzo).[7] Esta fue la primera entrada registrada, así como la primera mención del nombre de Jang-geum en los Anales.
2. El 5 de abril de 1515, en respuesta a la petición anterior, el Rey Jungjong se negó: "Jang-geum merece un gran reconocimiento por su papel en la seguridad del parto (de la reina), aunque nunca la he recompensado por sus acciones hasta ahora, debido a otros asuntos. En esta ocasión, ustedes (los oficiales de la corte) me están diciendo que la castigue porque la reina está muerta, pero no lo haré, igual que tampoco la recompensaré".[8]
3. El 24 de septiembre de 1522 se registró que Jungjong recompensó al personal del departamento médico después de que la Reina Madre (la Reina Jeonghyeon) se recuperara de una enfermedad.[9] Jang-geum (así como un compañero, otro uinyeo) recibieron 10 sacos de arroz y 10 sacos de judías.
4. El 8 de enero de 1525, Jungjong comentó, después de una enfermedad: "[...] Sin embargo, Dae Jang-geum (大 長 今) era mejor que cualquier otro uinyeo. Como resultado, se le permitió cuidar al Rey".[10] Esta fue la primera instancia registrada del título "dae" (大 "grande") adjunto al nombre de Jang-geum en los Anales.
5. El 6 de marzo de 1533, Jungjong comentó sobre su estado de salud: "Me he recuperado de una enfermedad de varios meses. Los médicos reales merecen elogios y recompensas. [...] Uinyeo Dae Jang-geum y Kye-geum serán recompensados con quince sacos de arroz, quince sacos de judías y diez piezas de tela".[11]
6. El 21 de febrero de 1544, Jungjong comentó sobre un pedido: "No he podido cumplir con mis deberes durante mucho tiempo, desde que me resfrié. Hace unos días, asistí a un seminario académico (para discutir sobre filosofía), pero el clima frío empeoró mi condición. Ya les dije a los médicos reales Park Se-geo y Hong Chim, así como a uinyeo Dae Jang-geum, Eun-bi y el resto, que acordaran la receta con el oficial médico a cargo. [...]" [12]
7. El 2 de marzo de 1544, en relación con lo anterior y tras recuperarse Jungjong de su resfriado, se registró que recompensó a los médicos reales y a su personal.[13] Dae Jang-geum recibió cinco sacos de arroz y judías. Este fue el último registro donde el título "dae" se fijó al nombre de Jang-geum en los Anales.
8. El 9 de noviembre de 1544, los Anales recogen una conversación entre los ministros de alto rango de la corte y de Jang-geum, sobre su investigación sobre la salud de Jungjong. Luego, los médicos Park Se-geo y Hong Chim examinaron el pulso de Jungjong y le recetaron medicamentos. Se cita a Jang-geum diciendo: "Su Majestad durmió  un rato alrededor de la medianoche de ayer, y también durmió durante un corto periodo de tiempo al amanecer. Acaba de orinar, pero ha estado estreñido durante unos 3 días".[14]
9. El 10 de noviembre de 1544, Jungjong comentó (como contestación a los saludos que le enviaron por escrito algunos familiares, preocupándose por su salud): "Todavía estoy estreñido. Aun están discutiendo la medicación que van a recetarme. La doctora sabe todo sobre mi condición" refiriéndose a la entrada anterior, donde se insertó la respuesta de Jang-geum como nota complementaria.[15]
10. El 13 de noviembre de 1544, los Anales informaron que Jungjong se recuperó, y que así le fue transmitido a los ministros que vinieron a saludar. Posteriormente, Jungjong concedió vacaciones a todos los oficiales médicos presentes. Jungjong mencionó especialmente que Jang-geum lo visitó por la mañana y le dijo que había dado de vientre y que había sentido un inmenso alivio.[16] Esta fue la última entrada registrada, así como la última mención directa del nombre de Jang-geum en los Anales. Dieciséis días después (el 29 de noviembre), Jungjong falleció.[17]

## Menciones en otros anales médicos.
A Jang-geum también se la menciona en el libro titulado "Diario del oficial médico de la dinastía Yi". El siguiente texto recoge los orígenes y logros de Jang-geum, según lo registrado en el diario médico. 
"La Dama médica Jang-geum, cuyos orígenes no se han podido rastrear, recibió el derecho a que la llamasen "Dae Jang-geum" en virtud de un edicto emitido por el undécimo rey de Corea, Jungjong, en el año 18 de su reinado [1524-1525]. En ese momento, no había precedentes de que una mujer médica tratara a un rey, pero el rey confiaba en el método de Jang-geum para tratar las enfermedades a través de la dieta. Jang-geum, a la que le concedieron el derecho a usar "Dae" delante de su nombre, es sin duda una dama épica cuyo nombre quedará registrado en los libros de historia". 

## Representación en la cultura popular
La serie de televisión coreana de 2003, Una joya en el palacio (en hangul, 대장금; en hanja, 大長今; romanización revisada, Dae Jang Geum; McCune-Reischauer, Tae Chang Gǔm; Yale, Tay Cang Kum; significado, ‘Gran Jang Geum’), se basa en la figura de Jang-geum.
El éxito de la serie propició la emisión de una secuela en dibujos animados El sueño de Jang Geum (en hangul, 대장금; romanización revisada, Jang Geum ieui Kkum), serie coreana de animación de 2005.